# Декански султанати
Декански султанати су биле средњовековне индијске краљевине које су биле смештене на Деканској висоравни између реке Кришна и планинског венца Виндхја. У деканске султанате су спадали: Ахмаднагар (1490—1636), Берар (1490—1574), Бидар (1527—1619), Биџапур (1518—1686) и  Голконда (1512—1687). Државе су добиле независност након распада Бахманијског султаната. Ахмаднагар је први добио независност 1490. године, а касније те године су исто урадили Биџапур и Берар. Голконда је постала независна 1518, а Бидар 1528. године. Султанати, иако углавном били супарници, су били на истој страни током борби са Виџајанагарским царством 1565. Султанати су царсву нанели тежак пораз у бици код Таликоте који је имао далекосежне последице по Виџајанагару.
Иако су свих пет султаната владали муслимани, њихови оснивачи су били различитог и често првобитно немуслиманског порекла: Ахмаднагар Султанат је био хинду-браманског порекла; Берарски султанат је основао један канадијски хиндуистички преобраћеник; Бидарски султанат је основао грузинки роб; Биџапурски султанат је основао грузинки роб којег је купио Махмуд Гаван; а Голкондски султанат је био туркменског порекла.
Ахмаднагар је 1574. напао и освојио Берар, док је Бидар 1619. анектирао Биџапут. Све султанате је до 1686. поробило Могулско царство.

## Културни доприноси
Деканско минијатурно сликарство—које је цветало на дворовима Ахмаднагара, Биџапура и Голконде, још један је велики културни допринос деканских султаната.
Овом периоду припадају архитектонска величанства Декана као што су Чарминар и Гол Гумбаз. Бројни споменици које су изградили султанати Декана налазе се на пробној листи за номинацију за Унескову светску баштину. Верска толеранција коју су показали владари Низам Шаха, Адил Шах и Кут Шах такође је вредна помена.

### Ахмаднагар
Низам Шах, владари Ахмаднагара, са ентузијазмом су штитили минијатурно сликарство, од којих се најранији сачувани примерци налазе као илустрације рукописа Тариф-и-Хусеин Шаха (око 1565), који се сада налази у Барат Итихас Саншодак Мандалу у Пуни. Минијатурна слика Муртаза Низам Шаха (око 1575) налази се у Националној библиотеци у Паризу, док се још једна налази у Раза библиотеци у Рампуру. Слон који трчи налази се у америчкој приватној колекцији, Краљевски пикник је у Библиотеци Индијске канцеларије у Лондону, а Млади принц у загрљају девојчице, који највероватније припада периоду Бурхан Низам Шаха II, налази се у Трећој колекцији Едвина Бинија јужноазијских дела у Музеју уметности Сан Дијега.
Најранија значајна архитектура владара Ахмаднагара Низам Шаха је гробница Ахмада Шаха I Бахрија (1509), у центру Баг Роуз, баштенског комплекса. Истом периоду припада и Џами Масџид. Мека Масџид, коју је 1525. године изградио Руми Кан, турски артиљеријски официр Бурхана Низам Шаха I, оригинална је по свом дизајну. Комплекс Котла је изграђен 1537. године као верска образовна установа. Импресивни Фара Баг је био средишњи део великог дворског комплекса завршеног 1583. Остали споменици у Ахмеднагару из периода Низам Шаха су До Боти Чира (гробница Шарџа Кана, 1562), Дамри Масџид (1568) и Румијева гробница Кан (1568). Џами Масџид (1615) у Киркију (Аурангабад) и Чини Махал унутар тврђаве Даулатабад изграђени су током касног периода Низам Шаха (1600–1636). Гроб Малика Амбара у Кулдабаду (1626) је још један импресиван споменик овог периода. Овом периоду припадају и Кали Масџид из Џалне (1578) и гробница Дилавар Кана (1613) у Раџгурунагару.
Током владавине Ахмада Шаха I Бахрија, његов чувар царских записа, Далапати, написао је енциклопедијско дело, Нрисима Прасада, где је помињао свог господара као Низамсаху. То је значајан пример верске толеранције владара Низам Шаха.

### Берар
Срушена палата Хауз Катора, 3 km (1,9 mi) западно од Ачалпура, једини је значајан сачувани споменик Имаду Шаху.

### Бидар
Главне архитектонске активности за владаре Барид Шаха биле су изградња баштенских гробница. Гробница Али Барид Шаха (1577) је најзначајнији споменик у Бидару. Гробница се састоји од узвишене коморе са куполом, отворене са четири стране, која се налази у средини персијског врта са четири квадрата. Ранџин Махал у Бидару, изграђен за време владавине Али Барид Шаха, је комплетна и изврсно украшена дворска грађевина. Други важни споменици у Бидару из овог периода су гроб Касима II и Кали Масџид.
Важна класа металних радова позната као Бидри је настала у Бидару. Ова метална конструкција се састоји од црног метала, обично легуре цинка, уметнутог сложеним дизајном од сребра, месинга, а понекад и бакра.